# Villarsel-sur-Marly
Villarsel-sur-Marly é uma comuna da Suíça, no Cantão Friburgo, com cerca de 79 habitantes. Estende-se por uma área de 1,43 km², de densidade populacional de 55 hab/km². Confina com as seguintes comunas: Ependes, Le Mouret, Marly, Pierrafortscha, Tentlingen.
A língua oficial nesta comuna é o Francês.